# アケロン (駆逐艦・2代)
アケロン (HMS Acheron, H45) は、1930年進水のイギリス海軍の駆逐艦。A級。

## 艦歴
1928年10月29日起工。1930年3月18日進水。1931年10月13日就役。
就役後地中海に、次いでイギリス海峡に配備される。1937年11月1日、ポーツマスで艀と衝突し損傷。
第二次世界大戦では、最初第18駆逐群に所属してイギリス海峡で活動し次いで本国艦隊の第16駆逐群に編入された。1940年4月からはノルウェーでの作戦に従事。
1940年8月24日、ドイツ軍によるポーツマス空襲に際に爆弾が命中し損傷。1940年12月17日、修理完了後の試験を実施中にワイト島セントキャサリンズポイント南方で触雷し沈没。196名が死亡し、生存者は19名であった。